# 日産・KAエンジン
日産・KAエンジンとは、日産自動車の直列4気筒ガソリンエンジンである。

## バリエーション

### KA20系 1,998cc

#### KA20DE
- タイプ：直列4気筒 DOHC 16バルブ
- 排気量：1,998cc
- 内径×行程：86.0mm×86.0mm
- 圧縮比
- 9.5
- 出力・トルク（ネット値）
  1. 88kW (120PS) /5,200rpm　171N・m (17.4kgm) /2,800rpm
  2. 88kW (120PS) /5,200rpm　169N・m (17.2kgm) /2,800rpm
  3. 92kW (125PS) /5,600rpm　175N・m (17.8kgm) /3,200rpm

#### 搭載車種
- スペックが「1」である車種
  - 日産・キャラバン（E25型・2001年4月 - 2007年8月）
- スペックが「2」である車種
  - 日産・アトラス10系（F23型・1999年6月 - 2007年6月）
  - 日産・キャラバン（E24型・1999年6月 - 2001年4月）
- スペックが「3」である車種
  - 日産・ダットサントラック（D22型・1999年6月 - 2002年8月）

### KA24系 2,388cc

#### KA24E
- タイプ：直列4気筒 SOHC 12バルブ
- 排気量：2,388cc
- 内径×行程：89.0mm×96.0mm
- 圧縮比：8.6
- 出力・トルク（ネット値）：103kW (140PS) /5,600rpm　198N・m (20.2kgm) /4,400rpm

GA15S型エンジン、およびGA15E型エンジン同様「スーパーインテークエンジン」というコンセプトで開発され、3バルブヘッドとペントルーフ型燃焼室が特徴である最初期に製造されたKA型エンジンである。
KA24Eはエンジンオイルの動弁系摩耗試験(JASO M328-1995)で採用された（2015年に廃止）。

その関係からASTMの動弁系摩耗試験D6891でもKA24Eが採用された。

ASTM D6891はAPI規格：SL/GF-3より動弁系摩耗の試験項目Sequence IVAとして使われており

現行のSN/GF5規格でもKA24Eを使用した試験が行われているが、次期規格（GF-6）では2NR-FEを使用したSequence IVBが採用される予定。

#### 搭載車種
- 240SX（S13型・1989年 - 1990年）※180SXの北米仕様車種
- プレーリー（M11型・1990年9月 - 1995年8月）

#### KA24DE
- タイプ：直列4気筒 DOHC 16バルブ
- 排気量：2,388cc
- 内径×行程：89.0mm×96.0mm
- 圧縮比
  1. 9.5
  2. 9.2
  3. 9.2
  4. 9.2
  5. 9.2
  6. 9.2
- 出力・トルク（ネット値）
  1. 110kW (150PS) /5,600rpm　206N・m (21.0kgm) /4,400rpm
  2. 107kW (145PS) /5,200rpm　216N・m (22.0kgm) /4,000rpm
  3. 114kW (155PS) /5,600rpm　211N・m (21.6kgm) /4,400rpm
  4. 114kW (155PS) /5,600rpm　216N・m (22.0kgm) /4,400rpm
  5. 110kW (150PS) /5,600rpm　216N・m (22.0kgm) /4,400rpm
  6. 103kW (140PS) /5,600rpm　201N・m (20.5kgm) /2,800rpm
  7. 103kW (140PS) /5,600rpm　202N・m (20.6kgm) /2,800rpm
  8. 110kW (150PS) /5,600rpm　208N・m (21.2kgm) /3,600rpm

#### 搭載車種
- スペックが「1」である車種
  - 日産・ブルーバード（U13型・1993年8月 - 1995年12月）
- スペックが「2」である車種
  - 日産・ラルゴ（W30型・1993年7月 - 1999年6月）
- スペックが「3」である車種
  - 日産・ルネッサ（N30型・1997年10月 - 2000年1月）
- スペックが「4」である車種
  - 日産・ルネッサ（N30型・2000年1月 - 2001年7月）
- スペックが「5」である車種
  - 日産・プレサージュ（U30型・1998年6月 - 2001年8月）
  - 日産・バサラ（JU30型・1999年11月 - 2001年8月）
- スペックが「6」である車種
  - 日産・キャラバン（E24型・1999年6月 - 2001年4月）
- スペックが「7」である車種
  - 日産・キャラバン（E25型・2001年4月 - 2007年8月）
  - 日産・キャラバンシルクロード（E25型・2003年5月 - 2007年8月）
- スペックが「8」である車種
  - 日産・ダットサン（D22型・1999年6月 - 2002年8月）